# Попадюк Олексій Васильович
Олексій Васильович Попадюк (30 серпня 1933, Кабарівці, Польща — 3 квітня 2019, Тернопіль, Україна) — український слюсар, письменник, літератор.

## Життєпис
Закінчив Львівське залізничне училище (1959). Працював у депо станції «Тернопіль» та ВО «Ватра».
Підтримував зв'язки і листувався з українськими правозахисниками, зокрема В'ячеславом Чорноволом, Юрієм Бадзьом, Андрієм Пашком.

## Доробок
Друкувався у ЗМІ, зокрема в журналі «Літературний Тернопіль».
Автор книг:
- «Літературна партизанка» (2006, перевидана 2009, 2011)[1][2],
- «Крива люфа» (2010)[3][4],
- «Заслужене щастя» (2012)[5],
- «Щаслива служба» (2016)[6],
- «Гроші не пахнуть».